# Santanina Rasul
Santanina "Nina" T. Rasul (Siasi, 14 september 1930 – 28 november 2024) was een Filipijns politicus. Ze was de eerste vrouwelijke islamitische senator van haar land.

## Biografie
Santanina Rasul werd geboren op 14 september 1930 in Siasi in de zuidelijke Filipijnse provincie Sulu. Na het voltooien van Sulu High School in 1948 behaalde Rasul in cum laude haar bachelor of arts-diploma politieke wetenschappen aan de University of the Philippines (UP). Ze was daarmee de eerste islamitische vrouw die afstudeerde aan deze staatsuniversiteit. Veel later, in 1976 voltooide ze nog een master-opleiding "National Security Administration" aan het National Defense College. Na haar studie aan de UP was Rasul van 1952 tot 1957 lerares op openbare scholen in Siasi en Jolo. Van 1963 tot 1964 was ze technisch assistent in Malacañang Palace. 
Haar politieke carrière begon op lokaal niveau. Van 1960 tot 1963 was ze raadslid van barangay Moore Avenue in Jolo. later was ze van 1971 tot 1976 lid van de provinciale raad van Sulu. Bij de eerste parlementsverkiezingen na de val van president Ferdinand Marcos in 1987 werd Rasul gekozen als lid van de Senaat van de Filipijnen. Ze was daarmee vrouwelijke islamitische senator ooit. Bij de verkiezingen van 1992 werd ze herkozen. In de Senaat was ze onder meer voorzitter van de Senaatscommissie voor "Civil Service and Government Recognition" en van de commissie voor "Women and Family Relations". Tevens was ze verantwoordelijk voor acht nieuwe wetten, met name op het gebied van vrouwenrechten, moslim- en familie aangelegenheden. 
Na afloop van haar termijn als senator stelde ze zich bij de verkiezingen van 1998 en 2001 zonder succes opnieuw verkiesbaar voor een zetel in de Senaat. Rasul zette zich ook in voor vrede tussen de Filipijnen en moslimomstandelingen in het zuiden van het land. Zo was ze een van de onderhandelaars die met succes een vredesakkoord wisten te sluiten tussen de Filipijns overheid en de opstandelingen van het Moro Islamic Liberation Front (MNLF). Ook is ze oprichter van Magbassa Kita, een stichting die probeert vrede en ontwikkeling te bevorderen door het terugdringen van de ongeletterdheid onder moslimjongeren.
Rasul was van 1953 tot diens dood in 2002 getrouwd met ambassadeur Abraham Rasul. Samen kregen ze zes kinderen.
Rasul overleed op 28 november 2024 op 94-jarige leeftijd.

### Boeken
- D. H. Soriano, Isidro L. Retizos (1981), The Philippines Who's who, 2nd ed. Who's Who Publishers, Manilla
- Bowker-Saur (1991), Who's Who of Women in World Politics, Bowker-Saur, Londen
- Bowker-Saur (1991), Who's Who in Asian and Australasian Politics, Bowker-Saur, Londen
- Mahal Kong Pilipinas Foundation, Inc (1994), Who's who in Philippine Government, Mahal Kong Pilipinas Foundation, Inc, Quezon City

### Websites
- Biografie Santanina Rasul, website Senaat van de Filipijnen (geraadpleegd op 4 juli 2014)
- Biografie Santanina Rasul, website The Muslim 500 (geraadpleegd op 4 juli 2014)